# Aviv Regev

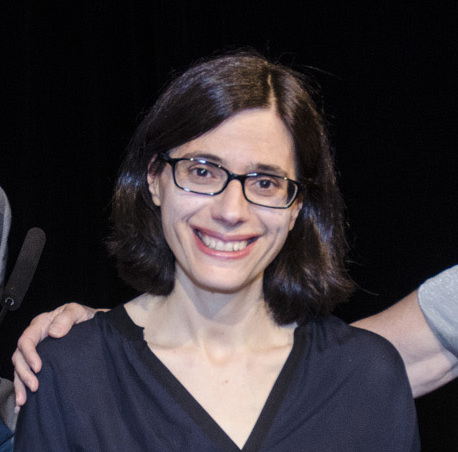
Aviv Regev (2017)

Aviv Regev (* 11. Juli 1971) ist eine israelisch-amerikanische Bioinformatikerin beim Biotechnologie-Unternehmen Genentech.

## Leben
Regev studierte im Rahmen eines Exzellenzprogramms an der Universität Tel Aviv, wo sie 1997 ihren Master- und 2003 ihren Doktorabschluss erwarb. In ihrer Dissertation bei Eva Jablonka und Ehud Shapiro beschäftigte sie sich mit einer neuartigen Repräsentationssprache für biomolekulare Prozesse, die auf einer Computerprozessalgebra basiert (Pi-Kalkül). Als Postdoktorandin arbeitete sie an der Harvard University. Seit 2006 hatte sie eine eigene Arbeitsgruppe und zuletzt eine Professur für Biologie am Massachusetts Institute of Technology (MIT) und dem Broad Institute, einer Einrichtung des MIT und der Harvard University, beide in Cambridge, Massachusetts. Seit 2014 forschte sie zusätzlich für das Howard Hughes Medical Institute.
Seit 2020 ist Regev bei Genentech. Hier ist sie Leiterin der Abteilung Research and Early Development.
Regev leistete maßgebende Beiträge auf dem Gebiet der Theorie biomolekularer Netzwerke. Mit ihren Algorithmen kann die Bedeutung von Biomolekülen für bestimmte Prozesse (oder Erkrankungen) abgeschätzt werden. Mehrere ihrer Arbeiten befassen sich mit Differenzierung und Funktion von TH17-Zellen.

## Auszeichnungen
2008 wurde Regev mit dem Overton Prize der International Society for Computational Biology (ISCB) ausgezeichnet. Sie erhielt 2017 sowohl den ISCB Innovator Award der ISCB, als auch den Paul Marks Prize for Cancer Research des Memorial Sloan-Kettering Cancer Center. 2019 wurde Regev in die National Academy of Sciences gewählt, 2022 in die American Academy of Arts and Sciences. Für 2020 wurde ihr der Lurie Prize in Biomedical Sciences zugesprochen. Ebenfalls 2020 erhielt sie den Keio Medical Science Prize und wurde in die National Academy of Medicine gewählt. 2021 war Regev Trägerin des Ernst Schering Preises sowie gemeinsam mit Allon Klein erste Preisträgerin des James Prize in Science and Technology Integration der National Academy of Sciences. Am ETH-Tag der ETH Zürich im November 2021 wurde Regev zur Ehrendoktorin ernannt. Für 2022 wurde Regev der HFSP Nakasone Award zugesprochen, für 2023 ein UNESCO-L’Oréal-Preis. 2024 wurde sie zum Auswärtigen Mitglied der Royal Society und zum assoziierten Mitglied der European Molecular Biology Organization gewählt, 2025 erhielt sie den William B. Coley Award.

## Schriften (Auswahl)
- mit Ehud Shapiro: Cellular abstractions: Cell as Computation. In: Nature. Band 419, 26. September 2002, S. 343, doi:10.1038/419343a.